# Campyloneurus striatus
Campyloneurus striatus är en stekelart som först beskrevs av Szepligeti 1900.  Campyloneurus striatus ingår i släktet Campyloneurus och familjen bracksteklar. Inga underarter finns listade.